# Talal al-Amir
Talal al-Amir, Talal Al Amer, arab. طلال العامر (ur. 22 lutego 1987 w Kuwejcie) – kuwejcki piłkarz występujący na pozycji pomocnika. Obecnie jest zawodnikiem Al-Qadisiyah Hawalli.